# 厚距花
台湾厚距花（学名：Pachycentria formosana）为野牡丹科厚距花属下的一个种。其种加词“formosana”意为“台湾的”。